# Gintarė
Gintarė ist ein weiblicher Vorname.

## Herkunft und Bedeutung
Gintarė ist eine weibliche Form des litauischen männlichen Vornamens Gintaras.

## Namensträgerinnen
- Gintarė Gaivenytė (* 1986), Radrennfahrerin
- Gintarė Krušnienė (* 1984), Politikerin, Vizeministerin für Umwelt
- Gintarė Scheidt (* 1982), olympische Seglerin
- Gintarė Skaistė (* 1981), Politikerin, Seimas-Mitglied und  Finanzministerin
- Gintarė Šakalytė (* 1965), Kardiologin, Gesundheitspolitikerin und Vizeministerin